# Gohrisch (Wüstung)
Gohrisch war ein Ort nördlich von Zeithain im Landkreis Meißen in Sachsen.

## Geografie
Die Wüstung liegt in der Gohrischheide an der alten Mühlberger Straße zwischen Lichtensee und Mühlberg. Der Teufelsgraben, eine alte Befestigungsanlage die von Koselitz bis nach Fichtenberg führt, verläuft um Gohrisch herum. Die Wüstung gehört zur Gemarkung der Gemeinde Zeithain. 1834 war der Ort ein Gutsweiler mit Gutsblockflur und lag auf einer 19 Hektar großen Gemarkung. Der Ort war von Wald umgeben.

## Geschichte
Im Jahr 1474 wurde Gohrisch zum ersten Mal als Gorisch erwähnt. Der Name leitet sich vermutlich ab vom altsorbischen *goriti für „brennen“.
1501 bestand im Ort ein Vorwerk mit Schäferei und unterstand der Grundherrschaft Strehla. Die teilweise zeilenartige Häusergruppe war 1791 zum Amt Großenhain gehörig. Die Grundherrschaft übte 1702 das Rittergut Tiefenau aus. Im Jahr 1707 war Gohrisch nach Lichtensee gepfarrt, ab 1752 nach Fichtenberg. Im Jahr 1840 bestand Gohrisch aus dem Forsthaus, dem Vorwerk und zwei weiteren Häusern. Die Kinder wurden nach Lichtensee eingeschult. Der Oberförster des Forstbetriebes hatte seinen Amtssitz in Gohrisch. 1856  gehörte der Ort zum Gerichtsamt Großenhain. 1834 war Gohrisch eine eigenständige Gemeinde mit 38 Einwohnern.
Im Zuge der Vergrößerung des Truppenübungsplatzes Zeithain wurde 1892 das Dorf Gohrisch gekauft. Die Einwohner wurden entschädigt und nach Lichtensee umgesiedelt. Das Forstamt wurde nach Heidehäuser verlegt. Ab 1895 diente der Ort als Zielobjekt der Artillerie. Nach 1945 gab es Pläne, den Ort mit Neubauern wieder zu besiedeln. Dies wurde aber nicht realisiert, da der Truppenübungsplatz weiter genutzt wurde.